# Purpurwaldsänger
Der Purpurwaldsänger (Cardellina rubra, Syn.: Cardellina ruber, Ergaticus ruber) ist ein kleiner Singvogel aus der Familie der Waldsänger (Parulidae).

## Merkmale
Purpurwaldsänger erreichen eine Körperlänge von dreizehn Zentimetern und ein Gewicht von 7,6 bis 8,7 Gramm. Die Flügellänge beträgt beim Männchen 5,7 bis 6,5 Zentimeter, beim Weibchen 5,6 bis 6,3 Zentimeter. Adulte Purpurwaldsänger der Nominatform haben ein hellrotes bis rotes Kopf-, Oberseiten- und Unterseitengefieder und weiße bis silberweiße Ohrdecken, oft umrandet mit schwarz. Die Flügel und die Schwanzfedern sind braun mit dumpfen roten Federrändern. Die Unterart Cardellina r. melanauris hat silbergraue Ohrendecken; die Unterart Cardellina r. rowleyi wie bei der Nominatform weiße bis silberweiße. Juvenile Exemplare der Nominatform tragen ein gelbbraunes bis braunes Gefieder mit dumpfen roten Federrändern an den braunen Flügel und den braunen Schwanzfedern. Die Ohrendecken sind silberfarbig.

## Vorkommen, Ernährung und Fortpflanzung

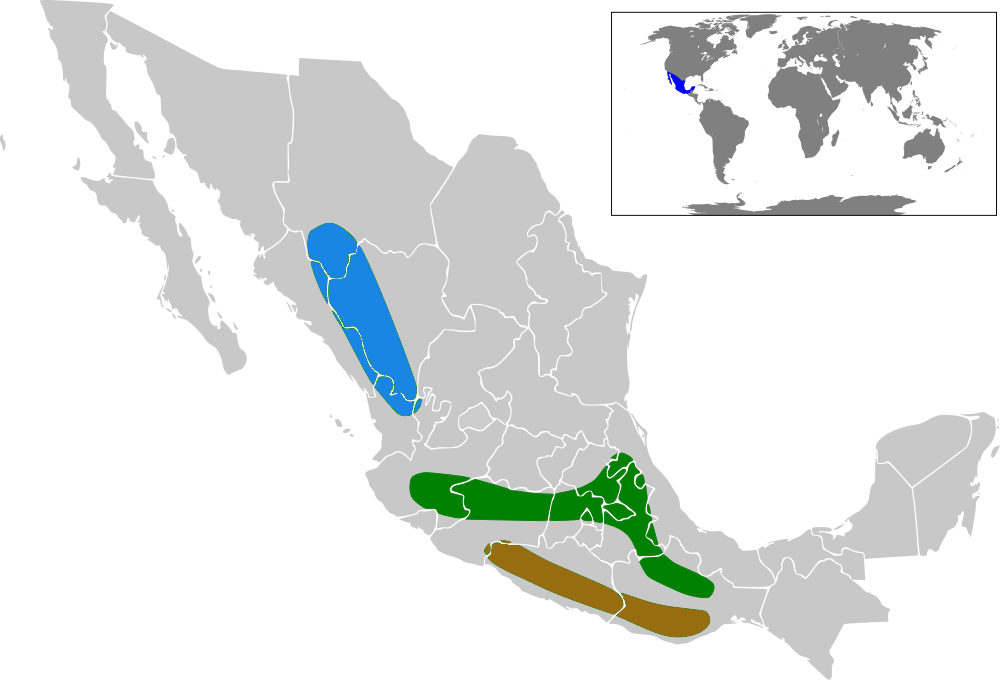
Verbreitungsgebiet des Purpurwaldsängers: C. r. melanauris (blau), C. r. rubra (grün), C. r. rowleyi (braun)

Das Verbreitungsgebiet beschränkt sich auf Mexiko. Die Vögel bewohnen paarweise gemischte Kiefern-Eichenwälder mit dichtem Unterholz in Höhen von 2000 bis 3500 Metern. Ihre Brutgebiete befinden sich gewöhnlich in Höhen oberhalb von 2800 Metern. Über den Winter ziehen sie in tiefer gelegene Regionen bis zu Höhen von 2000 bis 2400 Metern. Überwiegend ernähren sie sich von Insekten, die sie hauptsächlich im dichten Gestrüpp aufstöbern. Ihr Nest legen sie gut versteckt am Boden an. Die Brutzeit dauert gewöhnlich von Februar bis Mai. Über das Brutverhalten gibt es keine genauen Untersuchungen, möglicherweise ähnelt es dem des nah verwandten Rosenwaldsängers (Cardellina versicolor).

## Unterarten
Es gibt drei anerkannte Unterarten:
- Cardellina r. rubra (Swainson, 1827) – Zentral- und Westmexiko bis in den Süden nach Oaxaca und nach Zentralveracruz
- Cardellina r. melanauris R. T. Moore, 1937 – Mexiko (Sinaloa, Durango und im Süden von Chihuahua)
- Cardellina r. rowleyi Orr & J. D. Webster, 1968 – Mexiko (In Guerrero und im Süden von Oaxaca)

Von der IUCN werden sie als „nicht gefährdet“ (Least Concern) geführt.